# Paniōnios Gymnastikos Syllogos Smyrnīs 2011-2012
Questa voce raccoglie le informazioni riguardanti il Paniōnios Gymnastikos Syllogos Smyrnīs nelle competizioni ufficiali della stagione 2011-2012.

## Rosa
Fonte:
| N. |                           | Ruolo | Calciatore               |
| -- | ------------------------- | ----- | ------------------------ |
| 77 | Austria (bandiera)        | P     | Jürgen Macho             |
| 15 | Grecia (bandiera)         | P     | Chrysostomos Michaīlidīs |
| 34 | Ungheria (bandiera)       | P     | Krisztián Pogacsics      |
| 1  | Grecia (bandiera)         | P     | Giannis Siderakis        |
| 55 | Portogallo (bandiera)     | D     | Vitorino Antunes         |
| 5  | Grecia (bandiera)         | D     | Anastasios Aulōnitīs     |
| 13 | Grecia (bandiera)         | D     | Kosmas Gkezos            |
| 11 | Grecia (bandiera)         | D     | Euthymios Kouloucherīs   |
| 12 | Grecia (bandiera)         | D     | Alexandros Kouros        |
| 27 | Arabia Saudita (bandiera) | D     | Amiri Kurdi              |
| 31 | Grecia (bandiera)         | D     | Dimitrios Petkakis       |
| 50 | Haiti (bandiera)          | D     | Jean-Jacques Pierre      |
| 84 | Grecia (bandiera)         | D     | Efstathios Rokas         |
| 70 | Azerbaigian (bandiera)    | C     | Araz Abdullayev          |
| 24 | Grecia (bandiera)         | C     | Dīmītrios Anastasopoulos |
| 17 | Grecia (bandiera)         | C     | Vasilīs Bouzas           |
| 20 | Grecia (bandiera)         | C     | Fanourīs Goundoulakīs    |
| 10 | Grecia (bandiera)         | C     | Konstantinos Mendrinos   |

| N. |                         | Ruolo | Calciatore                 |
| -- | ----------------------- | ----- | -------------------------- |
| 32 | Serbia (bandiera)       | C     | Dejan Milovanović          |
| 6  | Nigeria (bandiera)      | C     | Suleiman Omolade           |
| 8  | Grecia (bandiera)       | C     | Vasilios Rovas             |
| 22 | Grecia (bandiera)       | C     | Andreas Samarīs            |
| 40 | Malta (bandiera)        | C     | André Schembri             |
| 23 | Grecia (bandiera)       | C     | Dīmītrios Siovas           |
| 29 | Grecia (bandiera)       | C     | Giōrgos Vlachos            |
| 10 | Croazia (bandiera)      | A     | Boško Balaban              |
| 26 | RD del Congo (bandiera) | A     | Patrick Dimbala            |
| 25 | Grecia (bandiera)       | A     | Markos Ntounīs             |
| 7  | Grecia (bandiera)       | A     | Dimitrios Drosos           |
| 16 | Grecia (bandiera)       | A     | Dīmītrīs Kolovos           |
| 9  | Finlandia (bandiera)    | A     | Njazi Kuqi                 |
| 40 | Nigeria (bandiera)      | A     | Emmanuel Okoye             |
| 18 | Grecia (bandiera)       | A     | Alexandros Smyrlis         |
| 19 | Grecia (bandiera)       | A     | Andreas Stamatis           |
| 33 | Grecia (bandiera)       | A     | Kostas Stavrothanasopoulos |